# =1
=1 je dvacáté třetí studiové album anglické rockové skupiny Deep Purple, vydané 19. července 2024 společností earMUSIC. Jde o páté album skupiny, které produkoval Bob Ezrin, jenž je zároveň apoluautorem všech písní. =1 je prvním albem, které Deep Purple nahráli s novým kytaristou Simonem McBridem. Nahráno bylo v různých studiích v Torontu, Harstonu, Hamburku a Nashvillu, částečně také v McBrideově domácím studiu. V domácí hitparádě (UK Albums Chart) se album umístilo na dvanácté příčce. Prvního místa dosáhlo v Německu, Švédsku a Švýcarsku. V české hitparádě (ČNS IFPI) dosáhlo sedmého místa.

## Seznam skladeb
Autory všech písní jsou Ian Gillan, Roger Glover, Ian Paice, Don Airey, Simon McBride a Bob Ezrin.
| Pořadí         | Název              | Délka |
| -------------- | ------------------ | ----- |
| 1.             | Show Me            | 3:59  |
| 2.             | A Bit on the Side  | 4:10  |
| 3.             | Sharp Shooter      | 3:44  |
| 4.             | Portable Door      | 3:48  |
| 5.             | Old-Fangled Thing  | 4:08  |
| 6.             | If I Were You      | 4:42  |
| 7.             | Pictures of You    | 3:51  |
| 8.             | I'm Saying Nothin' | 3:28  |
| 9.             | Lazy Sod           | 3:40  |
| 10.            | Now You're Talkin' | 4:05  |
| 11.            | No Money to Burn   | 3:21  |
| 12.            | I'll Catch You     | 3:20  |
| 13.            | Bleeding Obvious   | 5:50  |
| Celková délka: | Celková délka:     | 52:06 |

## Obsazení

### Deep Purple
- Ian Gillan – zpěv, doprovodné vokály
- Simon McBride – kytara
- Roger Glover – baskytara, shaker
- Don Airey – klávesy, aranžmá
- Ian Paice – bicí

### Ostatní hudebníci
- Bob Ezrin – doprovodné vokály, tamburína, aranžmá
- Nashville Music Scoring – orchestr
- Patricia Shirley-Okujene – doprovodné vokály
- Camille Harrison – doprovodné vokály
- Alan Umstead – koncertní mistr